# Trey Wilson
Donald Yearnsley „Trey“ Wilson III (* 21. Januar 1948 in Houston, Texas; † 16. Januar 1989 in New York City, New York) war ein US-amerikanischer Schauspieler, der vor allem als Theaterschauspieler, jedoch in den 1970ern und 1980ern auch als Schauspieler in Film und Fernsehen, Bekanntheit erlangte. Bemerkenswerte Filmrollen waren unter anderem die des lokalen Möbelmoguls Nathan Arizona senior in Arizona Junior (1987) oder die des verschrobenen Baseballtrainers Joe „Skip“ Riggins in Annies Männer (1988). Der Charakterdarsteller mit dem von Falten geprägten Gesicht mimte zumeist proletenhaft wirkende autoritäre Figuren, üblicherweise in Komödien.

## Leben und Karriere

### Anfangsjahre als Schauspieler
Trey Wilson wurde am 21. Januar 1948 als Sohn von Donald Yearnsley Wilson und Irene Louise „Mitzie“ Wilson in Houston im US-Bundesstaat Texas geboren und besuchte hier im Vorort Bellaire die Bellaire High School. Danach besuchte er die University of Houston, wo er als Hauptfächer Englisch und Schauspiel wählte, und während dieser Zeit seine erste Ehefrau Cynthia June Brinson heiratete. Nach der Hochzeit am 5. April 1969 wurde diese Ehe nach beinahe exakt fünf Jahren am 10. April 1974 wieder geschieden. Etwas mehr als ein Jahr später heiratete Wilson am 25. August 1975 die Besetzungschefin Judy Blye, die er bereits während seiner Studienzeit an der University of Houston kennenlernte. Seinen ersten wesentlichen Auftritt im Film- und Fernsehgeschäft hatte der bereits theatererfahrene Trey Wilson im Jahre 1976 in Rod Amateaus Komödie Drive-In. Ein Jahr später wirkte er neben Randy Quaid und Christopher Lloyd im Indianer-Drama Three Warriors von Kieth Merrill in der Nebenrolle des Chuck mit. 1978 folgten Auftritte in jeweils einer Episode von What Really Happened to the Class of ’65? und Dallas, sowie im Exploitationfilm Vampire Hookers des Filipino Cirio H. Santiago und in Ralph Bakshis Zeichentrickfilm Der Herr der Ringe. In der deutschsprachigen Synchronfassung der Dallas-Folge Der Flugzeugabsturz (2x10) wird ihm von Karl Schulz die deutsche Stimme geliehen. Von April 1979 bis August 1980 wirkte er an der Musical-Revue Tintypes, einem Off-Broadway-Stück, im York Theatre at St. Peter’s mit und war von Oktober 1980 bis Januar 1981 auch in der Broadway-Produktion dieses Stücks im Einsatz. Noch davor spielte er von September 1979 bis Januar 1981 den Piraten Cecco im Revival des Musicals Peter Pan in der Interpretation von Jerome Robbins und war im Stück auch die Zweitbesetzung des Mr. Smee. Parallel zu seiner Theaterlaufbahn arbeitete er weiter an diversen Filmproduktionen und war dabei 1980 in den Filmen Big Blonde von Kirk Browning und in der Hauptrolle mit der großen, blonden Sally Kellerman und Three-Way Weekend von Emmett Alston zu sehen. An Three-Way Weekend wirkte er unter dem Pseudonym Dan Diego nicht nur als Schauspieler mit, sondern war auch Komponist eines Teils der Filmmusik und daneben auch noch Associate Producer.

### Steigende nationale Bekanntheit
Im Jahre 1981 war er im rund einen Monat aufgeführten Musical The First, einem Stück über das Leben des Jackie Robinson, des Filmkritikers Joel Siegel in der Rolle des Baseballtrainer Leo Durocher zu sehen. 1981 war er auch als Darsteller des Stu Massey an einer Folge der langjährigen Seifenoper Another World beteiligt. In der Folge bot er dem Charakter Alexander „Sandy“ Cory (gespielt von Christopher Rich) eine Arbeit als Reparateur von Karussellpferden am Pier an. Nach Einsätzen im Fernsehfilm Daddy, I’m Their Mama Now der Reihe Junge Schicksale im Jahre 1982 war er von September 1982 bis Oktober 1983 auch im Broadway-Theaterstück Foxfire von Susan Cooper und Hume Cronyn als Darsteller des Prince Carpenter zu sehen. 1983 übernahm er eine Rolle in der nur sehr kurzlebigen satirischen Fernsehserie The News Is the News, mit der erstmals überdurchschnittliche nationale Bekanntheit erlangte. Im Musikvideo zu Pat Benatars Love Is a Battlefield spielte er in diesem Jahr Benatars Vater, der sie aus dem Elternhaus wirft und mimte zudem noch den politischen Berater von John F. Kennedy, Kenneth O’Donnell, in der drei Mal für einen Golden Globe nominierten Miniserie Kennedy von Reg Gadney unter der Regie des Briten Jim Goddard. Im darauffolgenden Jahr 1984 folgten Auftritte im zweifach oscarausgezeichneten und weitere fünf Mal oscarnominierten Drama Ein Platz im Herzen und im dreifach oscarnominierten Film Sergeant Waters – Eine Soldatengeschichte unter der Regie von Norman Jewison. In letztgenanntem Film lieh ihm in der deutschsprachigen Fassung Hermann Ebeling die Stimme. Zu einem viel gebuchten Schauspieler wurde Trey Wilson ab Mitte der 1980er, in denen er vermehrt zu Einsätzen im Film und am Broadway bzw. Off-Broadway kam.

### Durchbruch ab Mitte der 1980er Jahre
In David Lowell Richs Tödliche Schlagzeilen mit Burt Lancaster in der Hauptrolle spielte er die nicht unwesentliche Nebenrolle des Paul Brown und wurde noch im gleichen Jahr in einem weiteren Kennedy-Film eingesetzt. Diesmal in der dreiteiligen Miniserie Robert Kennedy and His Times, in der er in die Rolle des Gewerkschaftsführers Jimmy Hoffa schlüpfte. Passend dazu war er im gleichen Jahr auch als Truck-Fahrer in Der Protektor mit Jackie Chan zu sehen und mimte einen FBI-Agenten in Marie – Eine wahre Geschichte in der Hauptrolle mit Oscarpreisträgerin Sissy Spacek und unter der Regie von Roger Donaldson. Im arbeitsreichen Jahr 1985 war er zudem in einer Episode der kurzlebigen ABC-Serie Air Force zu sehen und trat von 22. September 1985 bis 6. Oktober 1985 zwei Wochen lang im Stück The Custom of the Country im McGinn-Cazale Theatre am Off-Broadway auf. Etwas mehr als einen Monat später übernahm er auch die Rolle des Schriftsetzers und diverse andere Rollen im Off-Broadway-Stück Personals im Minetta Lane Theatre und war in diesem Stück bis Mitte Juli 1986 im Einsatz. In diesem Jahr kehrte er auch wieder an den Broadway zurück und spielte von November 1986 bis Januar 1987 im Revival der Komödie The Front Page von Ben Hecht und Charles MacArthur den The-City-Press-Reporters McCue. Dies war zugleich auch sein letzter offizieller Auftritt am Broadway. Ebenfalls 1986 spielte er den Lt. Murdoch in Robert Mandels Action-Thriller F/X – Tödliche Tricks und übernahm erstmals eine Rolle in der Fernsehserie Spenser mit Robert Urich in der Titelrolle. In dieser Serie war er auch im darauffolgenden Jahr in einer Episode zu sehen, mimte dabei allerdings einen anderen Charakter. In der deutschsprachigen Synchronfassung von F/X – Tödliche Tricks lieh ihm erstmals Joachim Kerzel, einer der profiliertesten Sprechern im deutschsprachigen Raum, die Stimme. Kerzel war auch Trey Wilsons Stimme in Arizona Junior, einem der frühen Werke von Nicolas Cage, bei dem die Coen-Brüder Regie führten und Wilson in der Rolle des Vaters Nathan Arizona senior, eine Rolle, die zu seinem weiteren internationalen Durchbruch beitrug, zu sehen war. Für die Coen-Brüder, die daraufhin mit Trey Wilson befreundet waren, war dies erst der zweite Film nach Blood Simple – Eine mörderische Nacht in ihrer jungen und noch wesentlich erfolgreicher wertenden Karriere.
1987 folgten für Wilson noch weitere Auftritte; so unter anderem als Sheriff Maxie Howell in Jay Russells Drama Mit Volldampf nach Chicago oder als Peter Marstand in einer Episode von Der Equalizer – Der Schutzengel von New York. Weitere große Filmrollen folgten für den engagierten Schauspieler vor allem im Jahre 1988, als er in vier preisgekrönten Kinofilmen mitwirkte und er nebenbei auch noch in anderen Produktionen zu sehen war. Dabei war er als Lieutenant Sloan in Das Haus in der Carroll Street unter der Regie von Peter Yates zu sehen, mimte den verschrobenen Minor-League-Baseballtrainer Joe „Skip“ Riggins in der oscarnominierten Komödie Annies Männer oder war als Regional Director Franklin in Jonathan Demmes Oscarnominierung Die Mafiosi-Braut zu sehen. Des Weiteren spielte er in Ivan Reitmans Twins – Zwillinge mit Arnold Schwarzenegger und Danny DeVito den Industriellen Beetroot McKinley, der in weiter Folge vom Killer Webster (gespielt von Marshall Bell) erschossen wird. Während ihm in der deutschsprachigen Fassung von Annies Männer erstmals Fred Maire die Stimme leiht, kam in Twins – Zwillinge ebenfalls erstmals Christian Rode als deutsche Stimme zum Einsatz. Weitere Einsätze hatte Trey Wilson in diesem arbeitsreichen Jahr 1988 auch neben Molly Ivins, Robert Klein und Polly Holliday als Erzähler in der Soziolinguistik-Dokumentation American Tongues von Louis Alvarez und Andrew Kolker, sowie in einer Episode von Crime Story. Von 26. April bis 15. Mai 1988 trat Trey Wilson drei Wochen lang auch letztmals am Off-Broadway auf; im Stück The Debutante Ball stellte er für den Manhattan Theatre Cub auf der Stage II des New York City Center die Figur des Hank Turner dar.

### Früher Tod mit 40 Jahren
Am 16. Januar 1989, nur fünf Tage vor seinem 41. Geburtstag, starb Trey Wilson, der bis zu seinem Tod mit Judy Wilson verheiratet war, an einer plötzlich aufgetretenen intrazerebralen Blutung in New York City, wo er bis dahin auch lebte. Beerdigt wurde er daraufhin in seiner Heimatstadt Houston in einem schlichten Grab am Forest Park Cemetery. Am Begräbnis, das an seinem 41. Geburtstag stattfand, nahmen unter anderem Randy Quaid und Brent Spiner als Sargträger teil; Sam Phillips, den Trey Wilson noch in diesem Jahr verkörpern sollte, flog extra aus Memphis ein. Neben seiner Frau hinterließ er auch noch den Stiefsohn Eric Meadows sowie seine Mutter Mitzie Norman und den Stiefvater W. F. Norman. Zu seinen weiteren Verwandten zählt auch der ehemalige texanische Senator Kenneth Kimberlin „Kim“ Brimer junior, der sein drei Jahre älterer Cousin ist und bei der Beerdigung ebenfalls Sargträger war. Rund um seinen Tod kam es auch zu einem Verbrechen, das vom Anwalt Regis Lee Toomey begangen wurde. Dieser gab sich noch vor dem Begräbnis als Reporter des Houston Chronicle aus und bekam so einige persönliche Details zu Wilson, inklusive dessen Sozialversicherungsnummer. Mit dieser ließ sich Regis Lee Toomey eine Geburtsurkunde und einen Führerschein ausstellen und beging als Donald Yearnsley Wilson diverse Straftaten wie Scheckbetrug oder die Verpfändung von Handelswaren. Im Oktober 1989 wurde Regis Lee Toomey festgenommen und in weiter Folge wegen Betrugs und Diebstahls zu 50 Jahren Haft verurteilt.
Nach seinem Tod wurde noch weitere Filme, an denen Trey Wilson beteiligt war, veröffentlicht. In Thomas Schlammes, der ebenfalls zu den engen Freunden Wilsons gehörte, Miss Firecracker mimte er den Organisator des Schönheitswettbewerbes von Yazoo City, Mississippi, Benjamin Drapper. Der Film wurde auch im Gedenken an Trey Wilson veröffentlicht. Eine weitere größere Rolle hatte er auch in Great Balls of Fire – Jerry Lee Lewis – Ein Leben für den Rock’n’Roll, in dem er neben Dennis Quaid, Winona Ryder oder Alec Baldwin den Produzenten und Sun-Records-Gründer Sam Phillips darstellte. Hier trat Friedrich G. Beckhaus als deutsche Stimme Wilsons Charakters in Erscheinung. Mit Franklin J. Schaffners Welcome Home – Ein Toter kehrt zurück, an dem er als Colonel Barnes mitwirkte, wurde ihm ebenso ein Film gewidmet, wie auch der 1991 veröffentlichte mehrfache Oscargewinner Das Schweigen der Lämmer seines Freundes Jonathan Demme. Ebenso gewidmet wurde ihm das Revival des Musicals Guys and Dolls von Frank Loesser in Zusammenarbeit mit Jo Swerling und Abe Burrows, das von 14. April 1992 bis 8. Januar 1995 am Broadway aufgeführt wurde. In der sechsten Episode der ersten Staffel von Law & Order hatte Trey Wilson als Anwalt Eddie Cosmatos seinen letzten offiziellen Auftritt in Film und Fernsehen. In der deutschsprachigen Synchronfassung der Folge wurde er von Fred Klaus gesprochen. Für Miller’s Crossing, dem dritten Film der Coen-Brüder, wurde er in die Nebenrolle des Liam „Leo“ O’Bannon gecastet; diese Rolle übernahm nach seinem Tod der zu diesem Zeitpunkt bereits vierfach oscarnominierte Albert Finney.

## Filmografie
Filmauftritte (auch Kurzauftritte)
- 1976: Drive-In
- 1977: Three Warriors
- 1978: Vampire Hookers
- 1978: Der Herr der Ringe (The Lord of the Rings) (Sprechrolle)
- 1980: Big Blonde
- 1980: Three-Way Weekend (als Schauspieler, „Associate Producer“ und Komponist)
- 1984: Ein Platz im Herzen (Places in the Heart)
- 1984: Sergeant Waters – Eine Soldatengeschichte (A Soldier's Story)
- 1985: Tödliche Schlagzeilen (Scandal Sheet)
- 1985: Der Protektor (The Protector)
- 1985: Marie – Eine wahre Geschichte (Marie)
- 1986: F/X – Tödliche Tricks (F/X)
- 1987: Arizona Junior (Raising Arizona)
- 1987: Mit Volldampf nach Chicago (End of the Line)
- 1988: Das Haus in der Carroll Street (The House on Carroll Street)
- 1988: Annies Männer (Bull Durham)
- 1988: Die Mafiosi-Braut (Married to the Mob)
- 1988: Twins – Zwillinge (Twins)
- 1988: American Tongues
- 1989: Miss Firecracker (inkl. Widmung)
- 1989: Great Balls of Fire – Jerry Lee Lewis – Ein Leben für den Rock’n’Roll (Great Balls of Fire!)
- 1989: Welcome Home – Ein Toter kehrt zurück (Welcome Home) (inkl. Widmung)

- Widmung des Films Das Schweigen der Lämmer (1991)

Serienauftritte (auch Gast- und Kurzauftritte)
- 1978: What Really Happened to the Class of ’65? (1 Episode)
- 1978: Dallas (1 Episode)
- 1981: Another World (1 Episode)
- 1982: Junge Schicksale (ABC Afterschool Specials) (1 Episode)
- 1983: The News Is the News (unbekannte Anzahl an Episoden)
- 1983: Kennedy (Miniserie)
- 1985: Robert Kennedy and His Times (Miniserie)
- 1985: Air Force (Call to Glory) (1 Episode)
- 1986–1987: Spenser (Spenser: For Hire) (2 Episoden)
- 1987: Der Equalizer – Der Schutzengel von New York (The Equalizer) (1 Episode)
- 1988: Crime Story (1 Episode)
- 1990: Law & Order (1 Episode)

## Theaterauftritte
Broadway
- 6. September 1979 bis 4. Januar 1981: Revival des Musicals Peter Pan von Jerome Robbins als Darsteller des Piraten Cecco und als Zweitbesetzung des Mr. Smee
- 23. Oktober 1980 bis 11. Januar 1981: Musical-Revue Tintypes von Mary Kyte in Zusammenarbeit mit Mel Marvin und Gary Pearle
- 17. November 1981 bis 13. Dezember 1981: Musical The First von Joel Siegel als Darsteller des Leo Durocher
- 11. November 1982 bis 15. Mai 1983: Theaterstück Foxfire von Susan Cooper und Hume Cronyn als Darsteller des Prince Carpenter
- 23. November 1986 bis 11. Januar 1987: Revival der Komödie The Front Page von Ben Hecht und Charles MacArthur als Darsteller des The-City-Press-Reporters McCue

- Danksagung und Widmung des Revivals des Musicals Guys and Dolls von Frank Loesser in Zusammenarbeit mit Jo Swerling und Abe Burrows (14. April 1992 bis 8. Januar 1995)

Off-Broadway
- 17. April 1979 bis 10. August 1980: im York Theatre at St. Peter’s in der Musical-Revue Tintypes
- 22. September 1985 bis 6. Oktober 1985: im McGinn-Cazale Theatre im Stück The Custom of the Country
- 24. November 1985 bis 13. Juli 1986: im Minetta Lane Theatre im Stück Personals als Darsteller des Schriftsetzers und in anderen Rollen
- 26. April 1988 bis 15. Mai 1988: für den Manhattan Theatre Club auf der Stage II des New York City Center im Stück The Debutante Ball als Darsteller des Hank Turner